# Nebojša Radmanović
Nebojša Radmanović (en serbe écrit en alphabet cyrillique : Небојша Радмановић), né le 1er octobre 1949 à Gračanica, en République socialiste de Bosnie-Herzégovine, en Yougoslavie, est un homme d'État serbe bosnien.

## Biographie
Membre de l'Alliance des sociaux-démocrates indépendants, il est élu le 1er octobre 2006 pour un mandat de quatre ans au poste de représentant serbe à la Présidence de la Bosnie-Herzégovine qui exerce collégialement les fonctions de chef de l'État, tandis que Željko Komšić et Haris Silajdžić sont respectivement élus représentant croate et bosniaque. Pour l'anecdote, Radmanović et Silajdžić fêtent respectivement ce jour-là leur 57e et 61e anniversaire. Nebojša Radmanović prend ses fonctions le 6 novembre 2006 et devient le même jour président du collège présidentiel jusqu'au 6 juillet 2007. Il est réélu à cette fonction pour une durée de huit mois le 6 novembre 2008.
Lors des élections du 3 octobre 2010, il est réélu membre de la Présidence de la Bosnie-Herzégovine. Son nouveau mandat, le  troisième comme président du collège présidentiel, débute le 10 novembre suivant et s'achève le 10 juillet 2011. Enfin, il exerce un quatrième mandat de président de la Présidence du 10 novembre 2012 au 10 juillet 2013. Après deux mandats de quatre ans, il ne peut se représenter et quitte donc la présidence collégiale en novembre 2014.